# Mickaël Bimboes
 (janvier 2021).
Si vous disposez d'ouvrages ou d'articles de référence ou si vous connaissez des sites web de qualité traitant du thème abordé ici, merci de compléter l'article en donnant les références utiles à sa vérifiabilité et en les liant à la section « Notes et références ».
Mickaël Bimboes, né le 23 août 1986 à Metz est un freerider français qui a participé aux compétitions du Freeride World Tour. Il est également vidéaste web, et tient quatre chaînes YouTube, Winteractivity, WACADEMIE (anciennement WA FPV), Passion Rénovation et WA T'AUTO.

## Études
Mickaël Bimboes a fait des études de STAPS à Metz et est moniteur de ski, snowboard, et voile.[réf. nécessaire]

## Palmarès
Il est champion de France de ski freeride en 2017. En 2018, il remporte deux étapes du Freeride World Tour en 2018 : à Fieberbrunn et à l'Xtreme de Verbier, finissant la saison à la troisième place mondiale,. À la fin de la saison de ski 2019, il annonce arrêter les compétitions.[réf. nécessaire]
Début 2023, il gagne l'étape du World Tour Freeride Qualifer "Le Dévoluy" dans la catégorie Snowboard sous le nom Mike Bim.

### Ski freeride
| Année | Nombre d'événements disputés | Points FWT | Classement final FWT |
| ----- | ---------------------------- | ---------- | -------------------- |
| 2014  | 4                            | 2 845      | 20e                  |
| 2018  | 5                            | 6 930      | 3e                   |
| 2019  | 5                            | 5 495      | 8e                   |